# 无瘤蚕
无瘤蚕（学名：Travisiopsis dubia）为盲蚕科瘤蚕属的动物。分布于南北大西洋、印度洋、太平洋，包括东海、台湾海峡、南海等海域，属于热带和亚热带暖水种。